# 日本金属工業
日本金属工業株式会社（にっぽんきんぞくこうぎょう、英文名称:Nippon Metal Industry Co., Ltd.）は、かつて存在した日本の鉄鋼メーカー。あえていうなら三井系である。
なお、日本金属株式会社は、圧延専門のメーカーであり、日本金属工業とは別の企業である。日本金属工業は、製鋼・熱延・冷延（薄板）・厚板までの一貫生産を行うメーカーであった。

## 概要
1932年、国内初のステンレス専業メーカーとして設立された。国内で初めて18-8系ステンレス鋼板の企業化および量産化に成功したとされる。
2012年10月、日新製鋼と経営統合し、日新製鋼ホールディングスの完全子会社となった。続く2014年4月1日には、日新製鋼ホールディングスおよび日新製鋼と合併し、解散した。
かつては従業員数およそ1,700名（単独）、売上高1,000億円以上を計上する企業であった。2006年度には、主力工場であった相模原製造所の売却益があり、経常益が過去最高となる。売上高1,691億円、経常利益152億円であった。2007年度には、売上高が過去最高の1895億円を計上した。
日本製鉄のような高炉は持たず、電気炉で鉄やステンレスのスクラップ（屑）を溶解してステンレス鋼を製造していた。いわゆる、電気炉メーカーであった。最終的に、愛知県碧南市にある日本金属工業衣浦製造所に生産を一極集中し、本社も同所に移された。衣浦製造所はのちに日鉄ステンレス衣浦製造所となり、2015年12月に休止、熱延工場は2020年11月に休止となった。2022年3月末には、最後まで稼働していた薄板工場（冷延工場）も休止となった。
かつては日本金属工業、日本ステンレス、日本冶金工業を、「ステンレス専業3社」と呼び、どれも売上高1,000億円以上の規模であった。3社のうち日本冶金工業は現存するが、日本ステンレスは住友金属工業に合併され、その住友金属工業は新日本製鐵とともに、現在の日本製鉄の母体となった。

### ステンレスとは
ステンレス鋼とは耐食性を増す働きのあるクロムを添加した合金鋼であり、「ステンレス」・「ステン」としばしば略される。一般的に硬く錆びにくい特性を持つが、塩化物イオンには概して弱く台所のシンクに垂らした醤油などがもとで孔食を起こしがちである。また異種金属接触腐食も起きやすくステンレス製の浴槽に置いた剃刀の刃がもとでいわゆる「もらい錆」から孔食に発展することもしばしばである。日本金属工業ではかつてステンレス鋼管の水道管配管システムを製造し販売し、朝日新聞東京本社ビル（築地本社ビル）などで採用された。その際、鉄製、黄銅製の水栓金具とステンレス鋼管とを接続する場合には必ず「絶縁パッキン」を挟み込むよう注意喚起した。
ステンレス鋼は、鋼の金属組織状態によりマルテンサイト系、フェライト系、オーステナイト系、二相系、析出硬化系の5つに大別される。洋食器で一般的な18Cr-8Niステンレス鋼（18-8ステンレス、SUS304）はオーステナイト系に属し、磁石にくっつかない非磁性体としても知られるが、溶接等の入熱や冷間加工により磁性を帯びる。注射針の一般的な素材は洋食器と同じSUS304だがMRI装置の発する強大な磁力のもとではその影響を受けることが知られており入室の際はしっかりと固定するなど注意が必要である。骨折時の固定に使用される髄内釘の素材や手術用ワイヤーとして用いられるSUS316も同様に磁石にくっつかない非磁性体であるが磁場の影響により使用部位の周辺画像が歪む可能性がある。

### ステンレス鋼のパイオニア

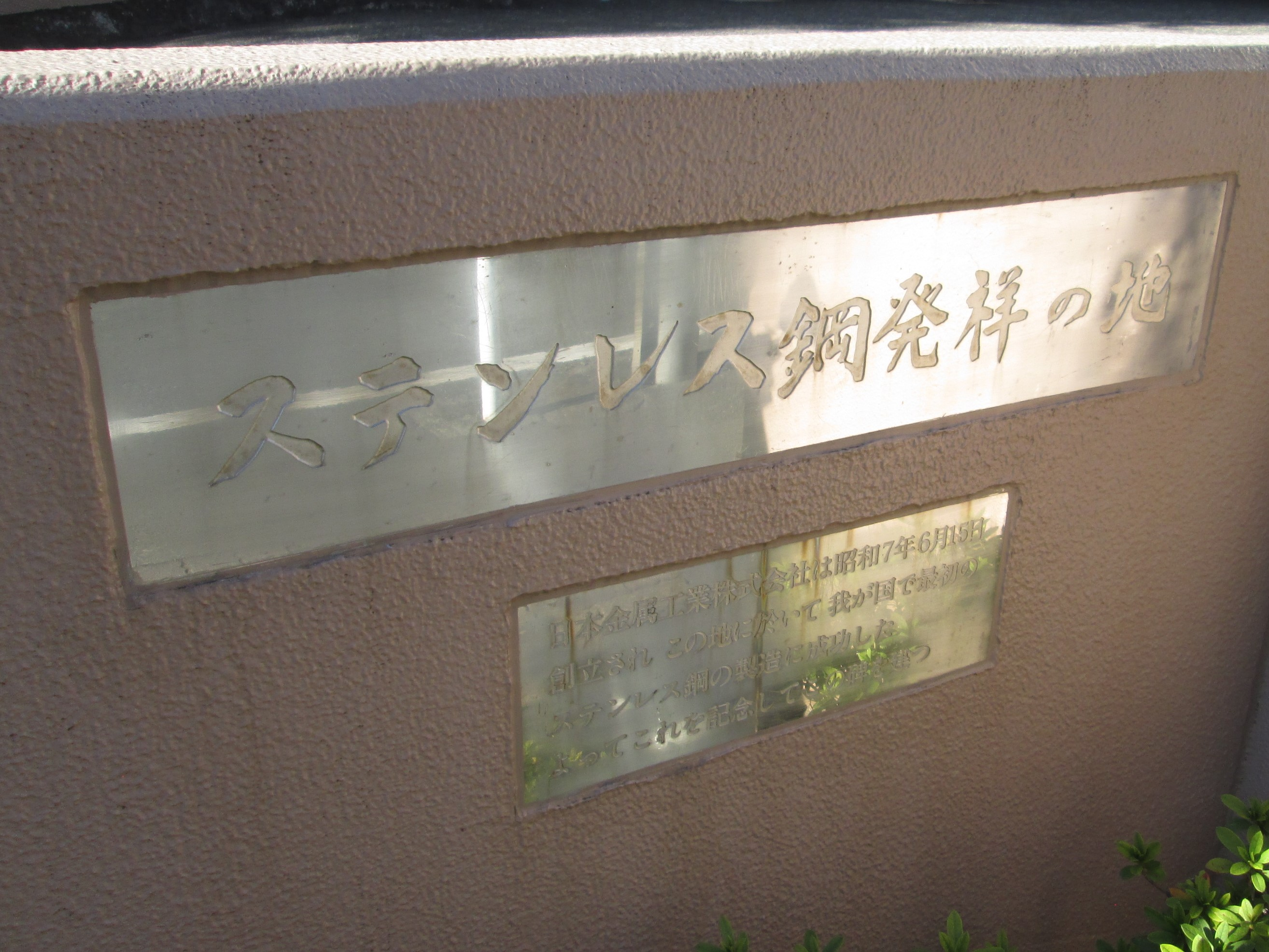
日本金属工業（株）創業の地、横浜工場跡地に建つ「ステンレス鋼発祥の地記念碑」

かつて存在した日本金属工業横浜工場の跡地に記念碑が残っている。同社は1932年に日本で初めてステンレス鋼を製造した。横浜工場はステンレスワイヤー（ステンレス鋼線）製造の精線工場として稼働していた。1987年（昭和62年）4月、川崎工場とともに廃止となり、跡地には大型マンションが建っている。
日本金属工業は、ステンレス鋼の製鋼から冷延加工まで一貫製造でき、また電熱線向けにニクロムも供給した企業でもある。素材であるステンレス薄板・厚板のみならずステンレス製の水道管や屋根材・サイディングなどの建材、そして浴槽（ブランド名「ジャブロン」）も製品ラインアップに擁していた。

## 沿革
- 1922年7月 - 横浜工業株式会社設立。横浜工場操業開始。
- 1926年6月 - 日本電熱線製造合資会社設立。
- 1927年4月 - 日本電熱線製造合資会社 仙台工場操業開始。
- 1932年
  - 6月15日 - 資本系統を同じくする横浜工業、および日本電熱線製造の事業発展のため、田沼義三郎が井坂孝、植村澄三郎の支援をえて資本金12万円をもって、日本金属工業株式会社を設立。本社は東京都中央区銀座6丁目2番地5。
  - 6月 - 大阪市に営業所を設置。
  - 9月 - 横浜工業株式会社横浜工場の敷地の一部を借用し製鋼工場の建設に着手。
  - 12月 - 製鋼工場完成。167 kVA高周波電気炉1基を設置しステンレス鋼の材料を横浜工業に、電熱線および電熱帯の材料を日本電熱線製造に供給。横浜工業の圧延機を利用してわが国最初のステンレス鋼板の製造に成功。
- 1934年9月 - 東京第二陸軍造兵廠王子火薬製造所へ18-8ステンレス鋼板試作納入。
- 1935年3月 - 横浜工業と日本電熱線製造を吸収合併。
- 1938年6月 - 川崎工場完成、操業開始。
- 1940年3月 - 川崎工場、鋼板工場生産開始、鋼板の一貫生産体制を確立。
- 1943年4月 - 海軍航空本部の要請により新所原工場の建設開始。
- 1945年8月 - 終戦により新所原工場の建設工事中止。
- 1949年 - 東京証券取引所に株式上場。
- 1952年 - 日本染色機械株式会社を連結子会社化。
- 1955年 - 日金加工株式会社の株式を取得。仙台工場を閉鎖、設備を横浜工場に集約。
- 1956年6月9日 - 大阪証券取引所に株式上場。
- 1957年 - 浪速ステンレス工業株式会社の株式を取得。
- 1960年 - 相模原工場が操業開始。
- 1964年 - 金星工業株式会社の株式を取得。
- 1965年 - 金星工業の商号を金星ステンレス株式会社に変更。日本引抜工業株式会社の株式を取得。
- 1970年
  - 1月 - 第2号ゼンジミア20段冷間圧延機完成。
  - 3月 - 相模原熱延工場に4段熱間粗圧延機およびステッケル式4段熱間仕上圧延機完成。
  - 4月 - 相模原工場を相模原製造所と改称。新人事管理制度採用。
  - 6月 - 第2号50トン レクトロメルト式電気炉[18]完成。これらの完成によって世界最高水準のストリップフォームによるステンレス鋼板の一貫生産体制を確立。
  - 7月 - 愛知県碧南市衣浦臨海工業地帯約100万平方メートルに新工場建設計画を公表。豊田自動織機株式会社碧南工場の隣接地。
- 1972年 - 衣浦製造所が操業開始。
- 1985年 - 金星ステンレスの商号を日金工商事株式会社に変更。
- 1986年 - 日本染色機械の商号を株式会社ニツセンに変更。
- 1987年4月 - 相模原製造所、横浜工場及び川崎工場を廃止。
- 1990年 - 日本引抜工業の商号を日金工鋼管株式会社に変更。
- 2000年1月 - 川崎製鉄（JFEスチールの前身）と提携。
- 2002年6月19日 - 新日本製鐵と提携。
- 2004年9月 - 日新製鋼とステンレス事業で提携。
- 2005年 - 浪速ステンレス工業を日金加工に統合。
- 2006年 - 相模原事業所を閉所。
- 2007年1月18日 - ニッセンを日金加工に統合。
- 2009年
  - 3月7日 - 大阪証券取引所上場廃止。
  - 9月24日 - 本社を東京都新宿区西新宿の新宿三井ビルから東京都千代田区霞が関の東京倶楽部ビルディングに移転する。
- 2012年10月1日 - 日新製鋼との共同株式移転により日新製鋼ホールディングスを設立。販売機能を日新製鋼に統合。
- 2014年4月1日 - 日新製鋼ホールディングスを存続会社とし、日新製鋼及び日本金属工業を消滅会社とする吸収合併を実施し、法人格消滅。なお存続会社の商号は日新製鋼株式会社に復した。

## 製品
ステンレス鋼
- ステンレス鋼板
- 塗装ステンレス鋼板
- 建材関連商品
- 極薄鋼帯(ステンレス精密圧延品)
- メンブレンシート（LNGタンカー内張）

機能材料
- クラッド鋼
- メタルラス

## 関連企業

### 子会社
| 国           | 企業                                                                         | 事業内容                   | 資本金       |
| ------------ | ---------------------------------------------------------------------------- | -------------------------- | ------------ |
| 日本         | 日金工商事（現・日新ステンレス商事）                                         | 鉄鋼・金属・加工製品の販売 | 1億8,000万円 |
| 日本         | 日金工鋼管（現・日新製鋼ステンレス鋼管）                                     | 溶接鋼管の製造             | 2億5,000万円 |
| 日本         | 日金加工（現・日新加工）                                                     | 鋼材の加工                 | 8,000万円    |
| シンガポール | NIPPON METAL SERVICES(S) PTE LTD. （現・NISSHIN METAL SERVICES(S) PTE LTD.） | ステンレス製品の製造・販売 | 21万S$       |
| マレーシア   | NIPPON METAL SERVICES(M) SDN.BHD. （現・NISSHIN METAL SERVICES(M) SDN.BHD.） | ステンレス鋼材の加工・販売 | 900万RM      |